# أرنو مارش
أرنو مارش (بالإنجليزية: Arno Marsh)‏ هو عازف جاز أمريكي، ولد في 28 مايو 1928 في غراند رابيدز في الولايات المتحدة.

## وصلات خارجية
- أرنو مارش على موقع ميوزك برينز (الإنجليزية)
- أرنو مارش على موقع ديسكوغز (الإنجليزية)